# Sabine Bangert

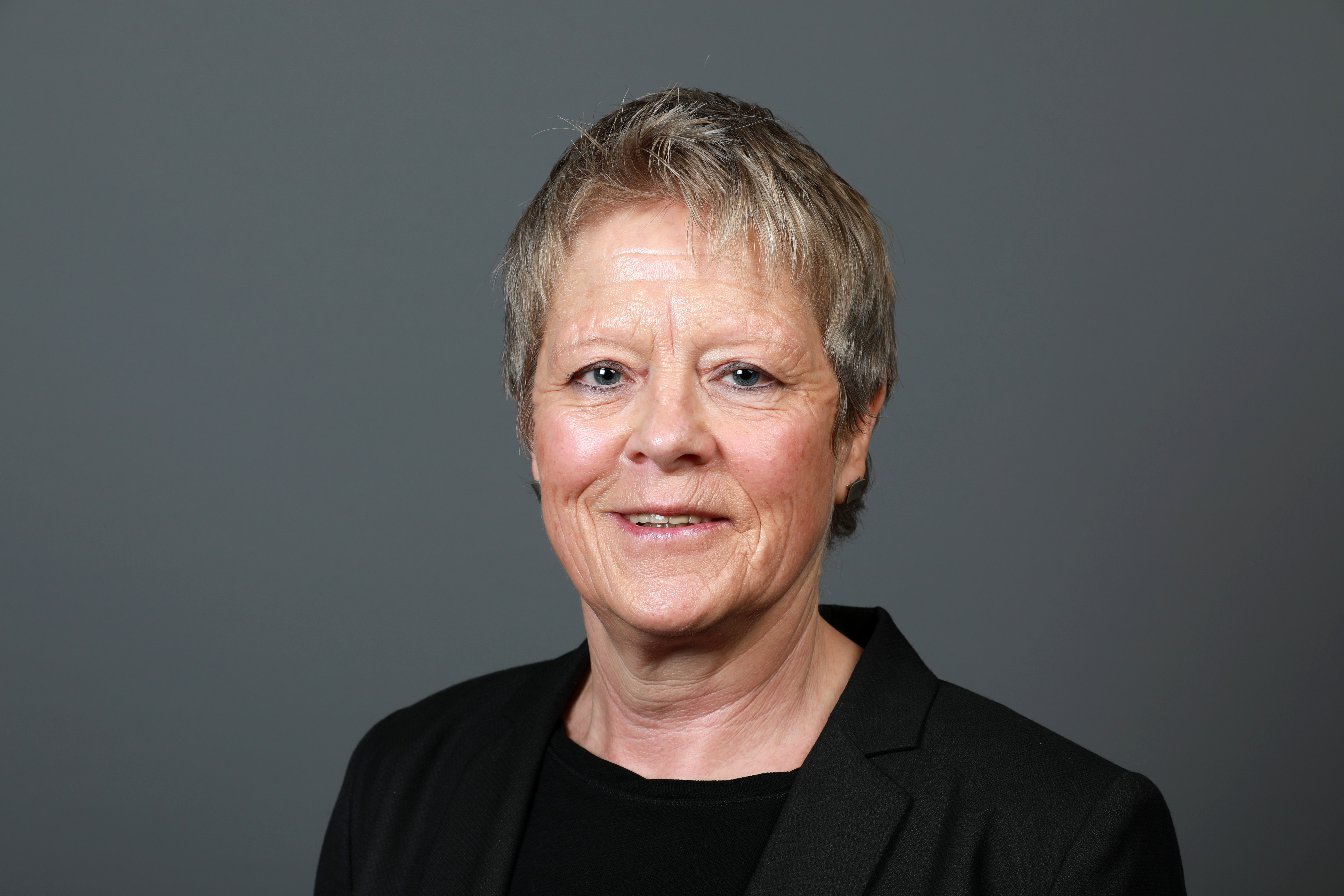
Sabine Bangert (2017)

Sabine Bangert (* 7. April 1955 in Reutlingen) ist eine deutsche Politikerin (Bündnis 90/Die Grünen) und Journalistin. Von 2011 bis 2021 war sie Mitglied des Abgeordnetenhauses von Berlin.

## Leben
Nach Erwerb der Mittleren Reife 1972 absolvierte Sabine Bangert bis 1975 eine Ausbildung zur Tischlerin und von 1978 bis 1980 eine Ausbildung zur Journalistin. Sie war tätig als Redakteurin einer Fachzeitschrift, Fachbuchautorin und freiberufliche Journalistin. Von 1992 bis 1993 war sie Mitarbeiterin im Bezirksamt Berlin-Neukölln und von 1993 bis 2000 Projektleiterin für die Ausbildungsmaßnahme LIFE e.V./Ökotechnisches Frauenbildungszentrum Berlin. Ab 2000 bis zu ihrer Wahl ins Abgeordnetenhaus 2011 war sie wissenschaftliche Mitarbeiterin bei der Fraktion Bündnis 90/Die Grünen im Abgeordnetenhaus von Berlin. Sie ist Mitgründerin des Vereins FidAR – Frauen in die Aufsichtsräte.

## Politik
Bangert ist Mitglied der Partei Bündnis 90/Die Grünen. Nachdem sie bei der Wahl zum Abgeordnetenhaus von Berlin 2011 über die Landesliste gewählt worden war, war sie seit dem 27. Oktober 2011 dessen Mitglied. Bei der Wahl 2016 war sie Direktkandidatin ihrer Partei im Wahlkreis Steglitz-Zehlendorf 6 und erhielt 18,1 % der Erststimmen. Über die Landesliste wurde sie erneut ins Abgeordnetenhaus gewählt. Seit 2011 ist Bangert Mitglied des Ausschusses für Integration, Arbeit und Soziales und des Ausschusses für Kulturelle Angelegenheiten, dessen Vorsitzende sie seit 2016 ist. Seit dem 24. März 2020 war sie zudem Vorsitzende des Untersuchungsausschusses "Gedenkstätte Hohenschönhausen". Bei der Wahl zum Abgeordnetenhaus von Berlin 2021 trat Bangert nicht wieder an.

## Schriften
- Treppen in Holz, 1981